# Sonate pour piano no 4 de Weber
Pour les articles homonymes, voir Sonate pour piano (homonymie).
La Sonate pour piano no 4 en mi mineur, op. 70 est une œuvre pour piano-forte de Carl Maria von Weber composée de 1819 à 1822. Dernière partition pour piano de son auteur, elle est dédiée au critique musical Johann Friedrich Rochlitz. Éditée par Schlesinger, la Sonate no 4 porte la référence J. 287 dans le catalogue des œuvres du compositeur établi par Friedrich Wilhelm Jähns.

## Composition
Selon le journal du compositeur, Carl Maria von Weber compose le Scherzo de sa future Sonate pour piano no 4 en août 1819, et l'Andante est achevé en février 1822. Durant cette période, le musicien se trouve déprimé, « de plus en plus enclin à la mélancolie » selon son biographe John Warrack.
La partition, publiée par les éditions Schlesinger, porte les références op. 49, J. 287 dans le catalogue des œuvres du compositeur établi par Friedrich Wilhelm Jähns.

## Présentation
L'œuvre est en quatre mouvements, dont la durée d'exécution atteint environ 25 min :
1. Moderato en mi mineur, à quatre temps (noté ),
2. Menuetto en mi mineur, à 
, et Trio (Leggiermente e mormorando en mi majeur)
3. Andante (quasi Allegretto) consolante en ut majeur, à 
,
4. Finale. Prestissimo en mi mineur, à 
.

La Sonate pour piano no 4 témoigne d'« une intention architecturale mieux affirmée » que dans ses partitions précédentes : « Les rapports entre les périodes du discours illustrent un sens mieux établi des proportions servant un tout. L'enchaînement des tempi et des tonalités suit une progression très perceptible. À quatre ans de sa fin, Weber abordait ainsi une sorte de seconde manière ».

## Parcours de l'œuvre

### I.Moderato
Le mouvement initial, Moderato, « est la musique la plus manifestement mélancolique que Weber écrivit pour le piano ».

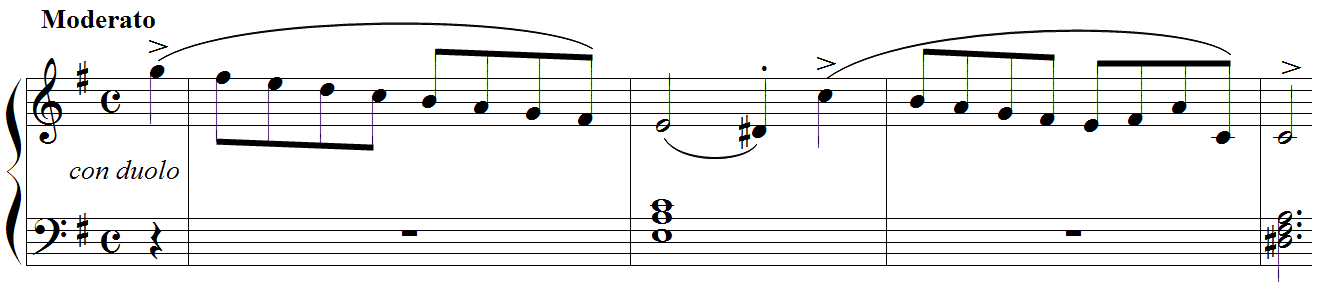
I. Moderato, premières mesures.

Guy Sacre considère « ce poème de la résignation comme la plus belle inspiration de son auteur : début inoubliable, avec cette longue phrase toute nue, bornée à la gamme descendante, exprimant avec tant de retenue et de justesse l'accablement, la dérive du cœur et de l'esprit, con duolo ».

### II.Menuetto
Ce mouvement « n'est pas plus un menuet que ne l'est un scherzo beethovénien, auquel il ressemble beaucoup ; mais, avec un talent tout particulier, Weber le relie à un trio dont les sinistres murmures indiquent déjà une autre direction, celle de Chopin ».
Pour Guy Sacre, l'« extraordinaire menuet est, plus que jamais un scherzo ébouriffant, qu'on doit prendre à un train d'enfer (Presto vivace ed energico). Ces pages ont quelque chose de sinistre, à quoi Weber ne nous a pas habitué ».

### III.Andante (quasi Allegretto)
Ce mouvement, « pièce calme et affectueuse, de nature consolatrice », laisse affleurer « une certaine fièvre ». Weber « fait preuve d'une grande sûreté d'instinct en évitant d'exprimer le centre émotionnel de l'œuvre en un adagio tragique : il n'était pas Beethoven et, du reste, pareil mouvement aurait contrevenu à son schéma dramatique ».
Plus sévère, Guy Sacre se demande « qui nous consolera » de ce mouvement : « Faisons-nous une raison. Les mouvements lents, jusqu'à la fin, seront le point faible de notre auteur… »

### IV. Finale.Prestissimo
La virtuosité de l'interprète « réapparaît dans cette danse aux accents colorés et délicats et aux rythmes bondissants ». Julius Benedict y voit « une tarentelle fantasque, effrénée, qui ne comporte que quelques brefs fragments de mélodie [et] s'achève dans l'épuisement et la mort ». Guy Sacre y lit plutôt « une nouvelle apothéose de la danse », et tient à y trouver « plutôt Rossini que le finale de la Sonate funèbre de Chopin ! Accordons-lui du fantasque, et même du fantastique ».

## Postérité
Cette Sonate pour piano no 4 « doit être considérée comme la plus travaillée et dotée de la plus forte unité du cycle. Elle se caractérise également par une plus importante charge émotionnelle. Elle s'impose comme une œuvre de la maturité alors que Weber, qui n'a pas quarante ans, est déjà très affaibli… » John Warrack estime l'œuvre « touchante et fanscinante ; elle porte aussi les marques d'une œuvre de transition vers une période qui n'existera pas ». Guy Sacre suppose également que « Weber allait tendre vers une plus grande sobriété, et la surenchère virtuose le céder plus souvent à la pure musique. Le destin ne l'entendait pas ainsi ».
Les sonates de Weber « n'ont pas eu la célébrité d'autres œuvres pour piano et, cependant, leur postérité n'a jamais été l'oubli : les grands romantiques, Chopin et Liszt, qui les jouaient souvent, mais aussi Mendelssohn, Schumann, Brahms et Grieg — pour ne citer que des compositeurs-pianistes — ont puisé dans le legs technique de Weber. Ils y ont ajouté, tout en lui rendant d'éclatants hommages ».
Les quatre Sonates de Weber, « lieu d'un conflit entre la forme classique et l'éclosion du mouvement romantique, méritent une attention renouvelée. Leur indéniable pouvoir de séduction et leur flamboyance dominent sans que l'on doive y rechercher une autre profondeur existant parfois chez certains de ses grands contemporains ».

## Discographie
| Interprète            | Complément                       | Label                 | Référence       | Année                  |
| --------------------- | -------------------------------- | --------------------- | --------------- | ---------------------- |
| Dino Ciani            | Intégrale des Sonates pour piano | Arlecchino (2 CD)     | ARL 69-70       | 1968                   |
| Marie-Catherine Girod | Intégrale des Sonates pour piano | Solstice (2 CD)       | CYD 50 / 912024 | 29 juillet-3 août 1982 |
| Alexandre Paley       | Intégrale de l'œuvre pour piano  | Naxos (4 CD)          | 8.550988        | 10-15 janvier 1994     |
| Michael Endres        |                                  | Oehms Classics (2 CD) | OC 357          | 2004                   |

### Ouvrages généraux
- Louis Aguettant, La Musique de piano : des origines à Ravel, Paris, Albin Michel / L'Harmattan, coll. « Les Introuvables », 1999 (1re éd. 1954), 446 p. (ISBN 978-2-738-48141-2), p. 425.
- Adélaïde de Place et François-René Tranchefort (dir.), Guide de la musique de piano et de clavecin, Paris, Fayard, coll. « Les Indispensables de la musique », 1987, 870 p. (ISBN 978-2-213-01639-9), p. 829-833.
- Guy Sacre, La musique pour piano : dictionnaire des compositeurs et des œuvres, vol. II (J-Z), Paris, Robert Laffont, coll. « Bouquins », 1998, 2998 p. (ISBN 978-2-221-08566-0), p. 2934-2950.

### Monographies
- (en) Julius Benedict, Weber, Londres, Nabu Press (reprint), 1881 / 2010, 188 p. (ISBN 978-1-171-80705-6).
- Jean-Luc Caron et Gérard Denizeau, Carl Maria von Weber, Paris, bleu nuit éditeur, coll. « horizons » (no 73), 2019, 176 p. (ISBN 978-2-358-84087-3).
- John Warrack (trad. Odile Demange), Carl Maria von Weber, Paris, Fayard, 1987, 480 p. (ISBN 978-2-213-01979-6).